# Marie-Virginie Duhem
Marie-Virginie Duhem, née Mollet  le 2 août 1866 à Seclin et décédée à Wattignies le 25 avril 1978, est une supercentenaire française. 
Elle est la doyenne des Français à partir du 4 septembre 1975, puis la doyenne des Européens à partir du 24 décembre 1975 et termine sa vie comme doyenne de l'humanité à partir du 2 décembre 1977. Elle meurt le 25 avril 1978, à l'âge de 111 ans et 266 jours.

## Biographie
Née à Seclin le 2 août 1866 sous le règne de Napoléon III, elle épouse en 1893 Hippolyte Duhem, ingénieur chimiste, avec lequel elle a huit enfants. En 1977, elle comptait 542 descendants.
Elle devient doyenne des Français le 4 septembre 1975, à la mort de Marie-Ernestine Compain, puis doyenne des Européens le 24 décembre 1975, à la mort de la Britannique Rose Heeley, et doyenne de l'humanité le 2 décembre 1977, à la mort de l'Américaine Sophia DeMuth. 
En janvier 1977, Maurice Schumann lui remet la Légion d'Honneur ; Schumann l'avait remercié « d'avoir donné la doyenne de tous les Français à notre Nord, d'avoir mérité, à travers trois guerres, trois invasions et cinq régimes, d'être le symbole de la continuité de la France... »,
Parmi les souvenirs de Marie-Virginie Duhem : avec son frère Victor Mollet, elle rencontre en 1885, l'écrivain Jules Verne à la gare de Lille « C'est mon plus jeune frère Victor qui me montra Jules Verne assis sur un banc en train de lire un journal. Nous nous sommes installés à côté de lui et j'ai entamé la conversation. Vraiment il a été charmant... »,
Ses parents avaient un commerce de diligences entre Lille et Paris et elle connut l'homme sur la Lune en 1969.
L'une de ses phrases préférées pour expliquer sa longévité était : « Le Bon Dieu m'a oublié ».
Sa fille cadette, Denise « Agnès » Duhem-Costemend, fut la doyenne de Douai, dans le Nord : née le 1er décembre 1907, elle est morte le 4 juin 2013, à l'âge de 105 ans,,. 
Son autre fille, Marguerite Duhem-Beuque décéda dans sa 100e année le 14 mars 2002.
Après les différentes vérifications apportés par le Gerontology Research Group, il s'avère qu'elle n'a jamais obtenu le titre de doyenne de l'humanité, qui revient à Alice Coles,.